# 锤舌菌目
锤舌菌目（学名：Leotiales）是锤舌菌纲下的一个目。

## 下属分类
本目包括以下科：
- 胶陀螺菌科 Bulgariaceae
- Cochlearomycetaceae
- 锤舌菌科 Leotiaceae
- Mniaeciaceae

科的地位未定的属：
- Scolecoleotia H.B.Jiang, R.Phookamsak & K.D.Hyde, 2021